# Andromma aethiopicum
Andromma aethiopicum är en spindelart som beskrevs av Simon 1893. Andromma aethiopicum ingår i släktet Andromma och familjen månspindlar.
Artens utbredningsområde är Etiopien. Inga underarter finns listade i Catalogue of Life.